# Abdoulie Conteh
Abdoulie Conteh (Schreibvariante: Abdoulai Conteh, auch Lai oder Lie Conteh) ist gambischer Politiker und war Bürgermeister der Gemeinde Kanifing (englisch Lord Mayor of the Kanifing Municipal Council).

## Leben
Conteh trat 1983 in die Armee ein und war ein ehemaliger Major der Armee und später Lt. Col. im Ruhestand, als er 1997 die Armee verließ, war ab 1994 nach dem Putsch des Staatspräsidenten Yahya Jammeh als ernannter Vorsitzender des Gemeinderates (englisch Kanifing Municipal Council (KMC)) der Gemeinde Kanifing eingesetzt. Oppositionelle Politiker bemängelten im Jahr 2000, dass Conteh trotz großem Rückhalt in der Bevölkerung, wie der eingesetzte Bürgermeister von Banjul Samba Faal, sein Amt verfassungswidrig ausübte.
Im September 2000 wurde Conteh überraschend auf unbestimmte Zeit im Amt suspendiert, nach einer kurzen Verlautbarung wurde dieser Schritt mit Differenzen mit dem Minister für Kommunalverwaltungen (englisch Secretary of state for Local Government) Momodou Nai Ceesay begründet. Die Amtsgeschäfte wurden an den früheren Polizeipräsidenten und Commissioner der Western Division, Famara R. I. Jammeh, übertragen. Conteh wurde, wahrscheinlich durch zahlreiche Fürbitten aus der Bevölkerung, keine drei Tage nach seiner Suspendierung im Amt als Vorsitzender des Gemeinderates wieder eingesetzt.
Für die Kommunalwahlen zum 25. April 2002 (englisch Local Government Elections) wurde Conteh als Kandidat zum Bürgermeister (englisch Mayor) der Alliance for Patriotic Reorientation and Construction (APRC) nominiert. Die Jugendorganisation der APRC kritisierte die Nominierung. Da kein Gegenkandidat nominiert wurde, gewann Conteh damit einstimmig die Kommunalwahl und war als Bürgermeister bis 2006 im Amt.
Im Zusammenhang mit dem gescheiterten Putsch vom 21. März 2006 wurde Conteh zeitweise inhaftiert, einen Monat zuvor wurde er aus dem Amt des Bürgermeisters von Jammeh entlassen. Die Amtsgeschäfte übernahm stellvertretend Francis Gomez.
Eine Klage gegen ihn wegen Veruntreuung öffentlicher Gelder in seiner Amtszeit als Bürgermeister wurde im März 2010 nach der Zahlung von rund 50.000 Dalasi zurückgezogen. Um 2016 lebte er außerhalb Gambias und erläuterte seine Bereitschaft, wieder das Bürgermeisteramt in Kanifing zu übernehmen.
Im Juli 2023 wurde Conteh zum Generalkonsul in Dschidda, Saudi-Arabien, ernannt.

## Familie
Conteh entstammt einer bedeutenden gambischen Familie. Er ist der Sohn von Alhagie/Alhaji Kebba Conteh (gest. Juli/August 2001). Sein Vater war Arzt am Royal Victoria Teaching Hospital (heute Edward Francis Small Teaching Hospital), Apotheker und um 1981 Bürgermeister der gambischen Hauptstadt Banjul sowie bis Januar 2001 Alkalo von Bundung, einem Ortsteil von Kanifing Municipal. Sein Großvater väterlicherseits, Bala Conteh, war dort mehr als 20 Jahre Alkalo.
Zu seinen Geschwistern zählt Basirou Conteh, Momodou Conteh und die Unternehmerin Ndey Conteh-Jallow.
Conteh war mit der ehemaligen Justizministerin Amie Joof Conteh verheiratet, die ihn mehrfach vor Gericht verteidigte.

## Ehrungen
- 2000: (RGM) Für seine sechsjährige Arbeit im Aufbau der Gemeinde nach dem Putsch wurde er von Jammeh mit einer Medaille ausgezeichnet.[2]